# Kamil Górka
Kamil Górka – polski scrabblista, dwukrotny mistrz Polski, wiceprezes Polskiej Federacji Scrabble.